# جولیا لنگ
جولیا لنگ (انگلیسی: Julia Lang؛ ‏ ۱۹۲۱ – ۱ آوریل ۲۰۱۰) بازیگر اهل بریتانیا بود.
از فیلم‌هایی که وی در آن‌ها نقش داشته‌است، می‌توان به خیابان کورونیشن، دوریت کوچک، در برج جدی، قرار ملاقات با یک رؤیا و کفش‌های قرمز اشاره نمود.